# Nova Mutum Esporte Clube
Nova Mutum Esporte Clube é um clube brasileiro da cidade de Nova Mutum, no Mato Grosso. Em 2020 o clube foi campeão do Campeonato Mato-Grossense.
O time de Nova Mutum conta também com sua equipe Sub-15 e Sub-17, ambas disputam o Mato-Grossense de suas respectivas categorias.

## História
Fez sua estreia no profissional na Segunda divisão do Mato-Grossense em 2019, e logo no seu primeiro ano na competição foi campeão. Em 18 de agosto de 2019, o clube conseguiu o acesso à elite do futebol profissionalismo mato-grossense. Nova Mutum e Cacerense empataram as duas partidas semifinais e o Nova Mutum venceu nos pênaltis por 5–3. O jogo da volta [e do acesso] foi realizada no estádio Geraldão, em Cáceres. Após derrotar o Poconé na decisão pelo placar de 4–0 no primeiro jogo e empatar o segundo por 2–2, o Nova Mutum faturou o título da segunda divisão do Mato-grossense.
Fez sua estreia no Campeonato Mato-grossense em 2020 diante do Cuiabá, então atual tricampeão estadual, na Arena Pantanal no dia 22 de janeiro em partida válida pela 1ª rodada da competição. O time da casa venceu pelo placar de 1–0, vale lembrar que esse foi o primeiro confronto da história entre as duas equipes.
Em 23 de dezembro de 2020, o Nova Mutum, time do médio-norte do estado, conquistou o título estaudal em seu primeiro ano na elite do Campeonato Mato-grossense. O estreante na elite ficou com o título estadual ao vencer o União Rondonópolis no jogo de volta por 1–0. A festa foi no estádio Luthero Lopes, em Rondonópolis. Como já havia vencido o jogo de ida da final também por 1–0, o Azulão da Massa [apelido do clube] levantou a taça pela primeira vez na sua história.

## Títulos
| Estaduais | Estaduais                               | Estaduais | Estaduais  |
|           | Competição                              | Títulos   | Temporadas |
| --------- | --------------------------------------- | --------- | ---------- |
|           | Campeonato Mato-Grossense               | 1         | 2020       |
|           | Copa FMF                                | 1         | 2022       |
|           | Campeonato Mato-Grossense - 2.ª Divisão | 1         | 2019       |

## Estatísticas

### Participações
|  | Participações em 2025 |

| Competição  | Competição                | Temporadas | Melhor campanha     | Estreia | Última | P | R |
| Mato Grosso | Campeonato Mato-Grossense | 6          | Campeão (2020)      | 2020    | 2025   |   | – |
| Mato Grosso | 2ª Divisão                | 1          | Campeão (2019)      | 2019    | 2019   | 1 |   |
|             | Copa Verde                | 1          | Semifinal (2021)    | 2021    | 2021   |   |   |
| Brasil      | Série D                   | 1          | 20º colocado (2021) | 2021    | 2021   | – |   |
| Brasil      | Copa do Brasil            | 2          | 2ª fase (2023)      | 2021    | 2023   |   |   |